# كريستيان ديفيس
كريستيان ديفيس (11 أكتوبر 1992 في المملكة المتحدة - ) (بالإنجليزية: Christian Davis)‏ هو لاعب كريكت بريطاني. لعب مع نادي مقاطعة نورثامبتونشير للكريكت ‏ ونادي مقاطعة ساسكس للكركيت ‏ وLeeds/Bradford MCC University ‏.

## وصلات خارجية
- كريستيان ديفيس على موقع إي آس بي آن كريك إنفو (الإنجليزية)